# ポーラーシュテルン
ポーラーシュテルン（R/V Polarstern）はドイツ連邦教育研究省(BMBF)が所有する砕氷船。ドイツの極地研究機関であるアルフレート・ヴェーゲナー研究所(AWI)によって運用され、南北両極地における科学研究に従事するとともに、観測拠点へ人員と物資を輸送する。船名はドイツ語で北極星を意味している。

## 概要
設計はハンブルク造船研究所、建造はホヴァルツヴェルケ＝ドイツ造船およびノビスクルークによって行われた。船の運行は海運会社のF.Laeiszが請け負っている。
南北両極において調査・研究活動を行い、母港のブレーマーハーフェンに戻らず通年観測を実施する年もある。年間の活動日数は310～320日に達する。
船体は二重船殻構造をもちマイナス50度の環境で行動可能。砕氷能力は5ノットの船速で厚さ1.5mの海氷を連続砕氷できる。
船内には生物学、地質学、地球物理学、氷河、化学、海洋、気象観測など9分野の研究室があり、生物サンプルを収める冷凍室と水槽を備えている。さらに甲板上には調査内容に応じたコンテナラボの搭載が可能となっている。
観測機器としては、海底地形をプロットするマルチビーム・エコーサウンダー、三次元の超音波流速計(ADCP)、海水の温度・塩分濃度を計測するCTDプロファイラー、海底地質を調査するピストンコアラーなどを搭載している。
甲板上のクレーンは船首(8t)、前甲板(25t)、後甲板(15t)、船尾（5t）の4基を装備し、荷役と観測機器の吊下を行う。また船尾には各種ウィンチを搭載してサンプル採集器の牽引などに使用する。搭載されている小型ヘリコプター2機は、氷状偵察や科学調査に活用されている。2014年からは海氷下の調査のためウッズホール海洋研究所が開発した無人潜水機Nereid Under-Ice (NUI)を運用している。 

## 船歴
1982年に最初の南極航海を行い、研究者とともに基地設営資材と雪上車を輸送した。その後、例年11月から翌年3月ごろにかけては南極へ航海し、ドイツの南極観測拠点であるノイマイヤー基地などへの補給と、南極圏の科学研究に従事している。
1990年の東西ドイツ統一に際しては、東ドイツの南極観測拠点であるゲオルク・フォルスター基地の観測要員を収容して統一されたドイツに迎え入れた。
1991年、スウェーデンの砕氷船オーデンとともに北極の調査航海を実施し、9月7日に北極点に到達した。非核動力の船舶が北極点に達したのはこれが史上初であった。北極点へはその後2001年にもアメリカの砕氷船ヒーリーと共に到達。さらに2011年には単独で北極点に達し、氷の厚さの変化などを調査した。
1995年には、南極のベリングスハウゼン海において知られていた海底地質の異常を調査し、215万年前に起きた直径1～4kmの小惑星衝突跡であることを明らかにした（エルタニン衝突）。
2000年11月には南極のHNLC海域において鉄散布実験EisenExを実施し、鉄を投入することで植物プランクトンを大幅に増殖させ得るという鉄仮説の裏付けを得た。その後2004年と2009年にも同様の実験を行い、海洋の二酸化炭素吸収を促進させる観点から研究を行っている
。
2008年の世界気象機関(WMO)による国際極年共同観測事業には12ヵ国47名の科学者を乗船させて参加。北極を周回する10.800海里（レイキャビク～ブレーマーハーフェン）を航海し、多岐に渡る北極海のデータを収集した。この航海によってポーラーシュテルンは北東航路と北西航路をいちどに通過した初めての調査船となった。
現在、ポーラーシュテルンは既に船齢が30年を越えているため、新しい砕氷船の建造が検討されている。

## https://www.nordsee-zeitung.de/bremerhaven/darum-kostet-das-forschungsschiff-polarstern-ii-mehr-als-eine-milliarde-euro-259354.html
1. 1 2  “RV Polarstern – glimpses of its history”.   Alfred Wegener Institute (2017年9月4日). 2017年12月31日閲覧。
2. ↑  “Polarstern Reaches North Pole”.   The Arctic Institute (2011年8月23日). 2014年12月22日閲覧。
3. ↑  “南氷洋に落下した小惑星エルタニン”.   国立天文台 (1997年12月4日). 2014年12月22日閲覧。
4. ↑  “Ocean fertilization experiment draws fire”.   Nature (2009年1月9日). 2017年4月30日閲覧。
5. ↑  “RV Polarstern returns home after expedition through the Northeast, Northwest Passages”.   IPY 国際極年ポータルサイト (2008年10月20日). 2017年12月31日閲覧。
6. ↑  “German Council of Science and Humanities recommends Building of Polarstern II”.   Alfred Wegener Institute (2010年11月15日). 2014年12月22日閲覧。